# CA San Miguel
Club Atlético San Miguel jest argentyńskim klubem piłkarskim z siedzibą w Buenos Aires.

## Osiągnięcia
- Mistrz czwartej ligi argentyńskiej Primera División D: 1979
- Mistrz trzeciej ligi argentyńskiej Primera División C: 1984

## Historia
Klub założony został 7 sierpnia 1922 roku i gra obecnie w czwartej lidze argentyńskiej Primera C Metropolitana.